# Армагеддон-попс
«Армагеддо́н-попс» — пятнадцатый альбом группы «Гражданская оборона». Все песни для альбома были сочинены в 1988 году Егором Летовым. Как говорил сам Егор Летов, песню «Насекомые» он написал, находясь под влиянием шаманской ритуальной поэтики северных народов, «Ужас и моральный террор» — во время прогулок по уральским склонам, а песню «Новая правда» — «в состоянии крайнего, заиндевелого и скорченного озлобления».

## Список композиций
Слова и музыка всех песен — Егора Летова.
| №                   | Название                  | Длительность |
| ------------------- | ------------------------- | ------------ |
| 1.                  | «Всё летит в пизду»       | 2:21         |
| 2.                  | «Армагеддон попс»         | 2:48         |
| 3.                  | «Как листовка»            | 2:54         |
| 4.                  | «Ужас и моральный террор» | 1:32         |
| 5.                  | «Насекомые»               | 6:00         |
| 6.                  | «Каждому — своё»          | 2:26         |
| 7.                  | «Превосходная песня»      | 2:06         |
| 8.                  | «Новая правда»            | 6:00         |
| 9.                  | «Энтропия»                | 5:23         |
| Общая длительность: | Общая длительность:       | 31:30        |

- Всё записано 18 июля 1989 года на точке «АукцЫона» (Ленинград), а также 18—23 августа и 7—16 сентября того же года в ГрОб-студии (Омск).

| №                   | Название               | Длительность |
| ------------------- | ---------------------- | ------------ |
| 10.                 | «Праздник кончился»    | 3:01         |
| 11.                 | «Поезд ушёл»           | 2:04         |
| 12.                 | «Лоботомия»            | 2:39         |
| 13.                 | «Всё совсем не то»     | 1:51         |
| 14.                 | «Моя оборона»          | 3:07         |
| 15.                 | «Зомби»                | 1:53         |
| 16.                 | «Like a Rolling Stone» | 2:09         |
| 17.                 | «Поперёк»              | 3:44         |
| 18.                 | «Непонятная»           | 2:55         |
| 19.                 | «Мы будем умирать»     | 1:13         |
| 20.                 | «Всё как у людей»      | 9:02         |
| Общая длительность: | Общая длительность:    | 33:38        |

- «Мы будем умирать» записан(а) 22 июля 1989 года на точке «АукцЫона».

## Участники записи
Музыканты*
- Егор Летов — вокал, электрические и акустические гитары, бас, шумы
- Кузя Уо — гитара, подпевки, саксофон, шестиструнный бас, шумы
- Джефф Жевтун — гитара, подпевки, бас (9)†
- Аркаша Климкин — ударные, подпевки
- Серёга Зеленский — гитара (1), бас (8), подпевки
- Янка Дягилева — подпевки

Производство
- Егор Летов — продюсер, оформление, пересведение, реставрация*
- Наталья Чумакова — пересведение, реставрация, мастеринг*
- Андрей Кудрявцев — фото*, LP-оформление**

* В соответствии с выходными данными 2007 года от «Мистерии звука», а также 2017 и 2019 года от «Выргорода».
** В соответствии с выходными данными 2019 года только на LP-версии от «Выргорода».
† В выходных данных «Мистерии звука» Джефф как музыкант пропущен. Такой же недочёт был с Егором Летовым на CD-версии от «ХОРа» (2001).

## История релизов
| Страна  | Дата                                          | Формат            | Лейбл                              | Каталог                                 |
| ------- | --------------------------------------------- | ----------------- | ---------------------------------- | --------------------------------------- |
| Россия  | 2001                                          | CD (jewel box) MC | ХОР                                | HCD-029a [ 5 ] hmc-029 [ 6 ]            |
| Россия  | 2007                                          | CD (digipak)      | Мистерия звука                     | MZ 262-2                                |
| Россия  | 31 июля 2017                                  | CD (digipak)      | Выргород                           | ВЫРГОРОД 140                            |
| Россия  | 2019 (компакт-диск — март, винил — 8 декабря) | CD (digipak) LP   | Выргород                           | ВЫРГОРОД 140 [ 13 ] LPWYR 140-19 [ 14 ] |
| Украина | 2001                                          | MC                | Moon Records (совместно с «ХОРом») | hmc-029                                 |

Единственный альбом обложка которого при переиздании сравнительно не изменилась в сравнении с оригиналом (1989 и 2007 годы выпуска). На ней изображена фотография немецкого военнопленного солдата, сделанная на Прохоровском поле во время сражения на Курской дуге (1943). В более ранней версии фотография несколько иначе обрезана и имеет иную цветокоррекцию.